# 孔林
孔林位于山东曲阜县城北，原称至圣林，是孔子及其后裔的专用墓地。

## 历史
孔子死后，其墓地仅是“墓而不坟”，随孔子地位的提高，孔林的规模也日益扩大，汉末，孔林面积已有一顷，经过历代的重修，增修，至今面积已达2平方公里，墓葬超過十萬處；其中埋葬孔子长孙已至第七十六代，旁系子孙已至七十八代，为世界上延时最久，面积最大的家族墓地。
12世紀時，金國南攻宋朝。完顏宗翰軍隊攻陷襲慶府後，軍中有人想掘開孔子墓。完顏宗翰問通事高慶裔：「孔子何人？」高慶裔答：「古之大聖人。」完顏宗翰聞言說：「大聖人墓安可發！」並將涉及士兵處死。
1961年3月4日，中华人民共和国国务院将孔林公布为第一批全国重点文物保护单位。
文化大革命期間，在谭厚兰的带领下，孔子墓被鏟平，「大成至聖先師文宣王」大碑被毀。周予同因為尊孔而被解押到山東曲阜，親自開挖孔子的墳墓。廟碑被毀，孔廟的泥胎塑像被毀，孔府、孔廟、孔林等三孔古蹟共計有一千多塊石碑被砸斷或推倒，毀壞文物六千多件，二千多座墳墓被盜掘。1966年11月28、29日兩天，有十萬人聚集曲阜召開“徹底搗毀孔家店大會”。
1994年，曲阜孔庙、孔林、孔府被列为世界文化遗产。

## 主要建筑物
- 神道
- 万古长春坊
- 至圣林门（大林门）
- 二林门
- 洙水桥坊
- 享殿
- 孔子墓
- 孔鯉墓
- 孔伋墓
- 于氏坊
- 林木

## 碑刻及其他附屬物
2011年普查，發現墓碑、早期的墳壇刻石、明清時期神道碑、墓表碑、諭祭碑、記事碑、謁拜碑等諸多碑刻，共計5572塊，其中宋代25塊、元代60塊、明代581塊、清代2627塊、民國500塊、1950-1960年代碑刻90塊、年代不詳231塊、后土碑10塊。附屬石刻1192個，其中石供案795個、香爐122個、雕刻精美的墓檔25扇、望柱39個、石羊32個、翁仲32個、石龜1個、石獅子3個、牌坊27個、燭台10個、石虎32個、石馬32個、石鼓1個、毛沙池3個。

## 碑林
- 《汉孔德让碣》
- 《汉孔君墓碣》
- 《汉鲁相韩勑造孔庙礼器碑》
- 《汉韩勑碑阴题名》
- 《汉韩勑修孔庙后碑》
- 《汉韩勑修孔庙后碑阴》
- 《汉韩勑修孔庙后碑两侧题名》
- 《汉太山都尉孔宙碑》
- 《汉孔宙碑阴》
- 《汉鲁相谒孔子冢文》
- 《汉史晨飨孔庙后碑》
- 《汉鲁相谒孔庙残碑》（《驻跸亭前断碑》）
- 《汉博陵太守孔彪碑》
- 《汉孔彪碑阴》
- 《汉御史孔翊碑》
- 《汉孔乘碑》
- 《汉孔林残碑》

## 画廊

相关图片
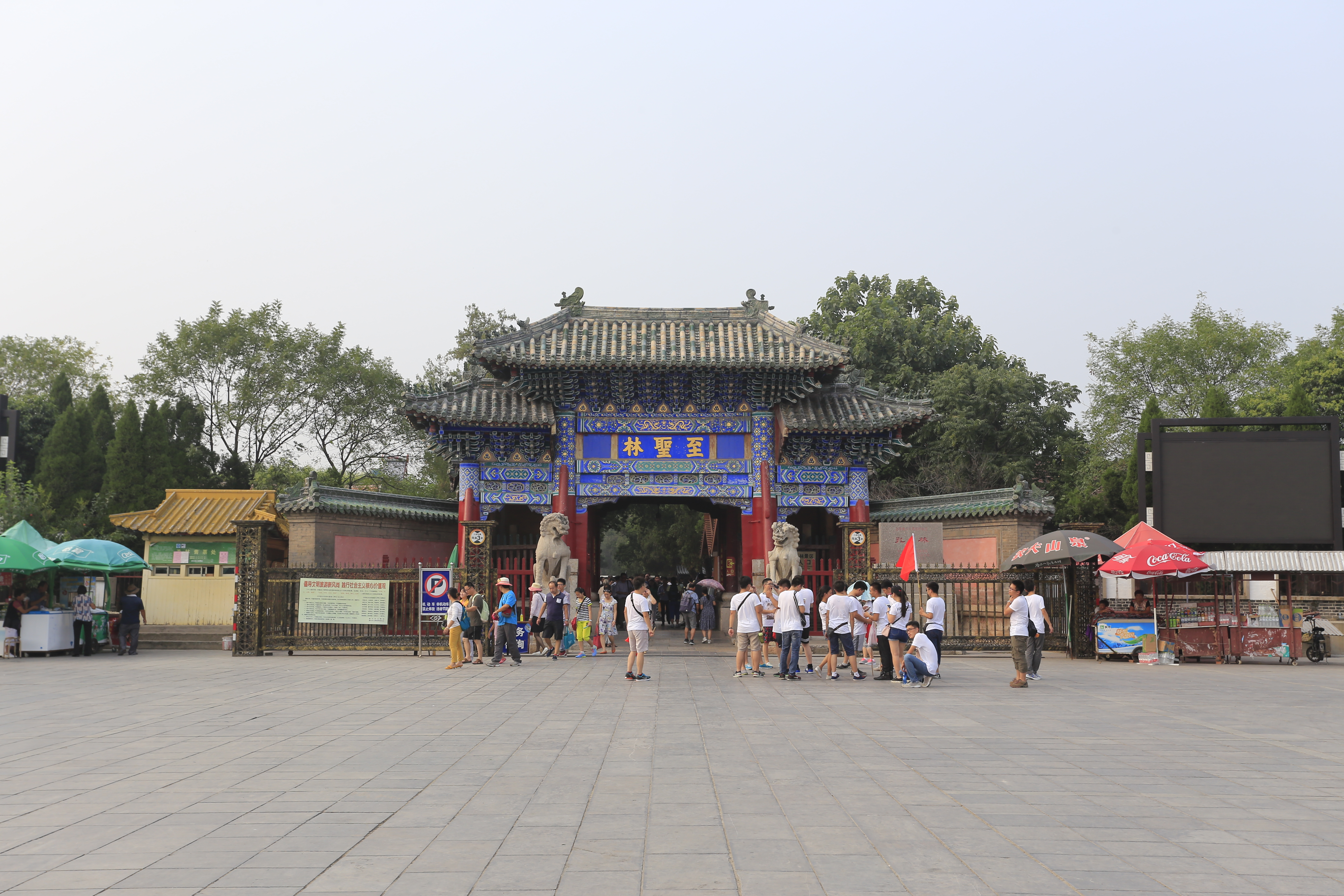
至圣林坊
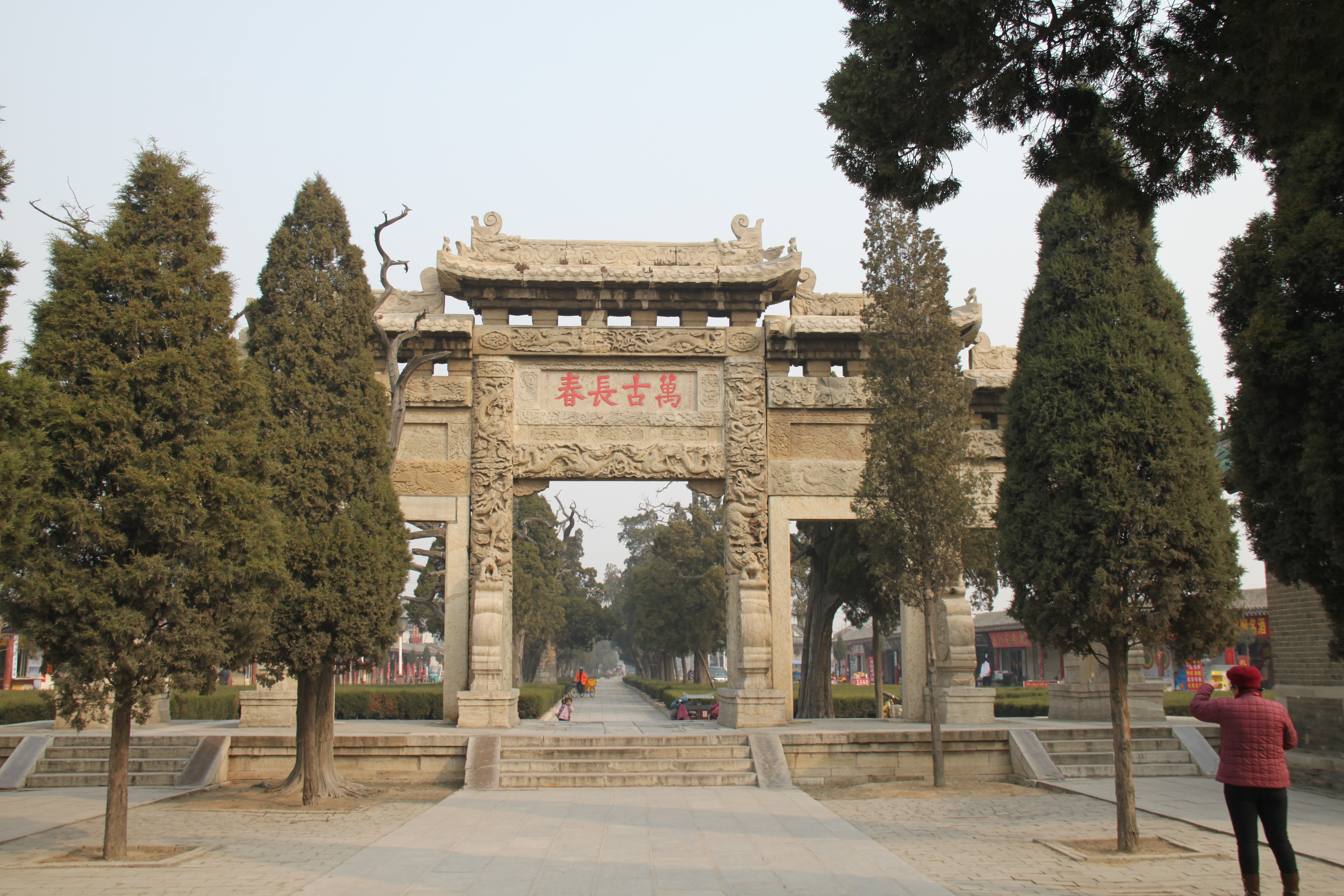
万古长春坊
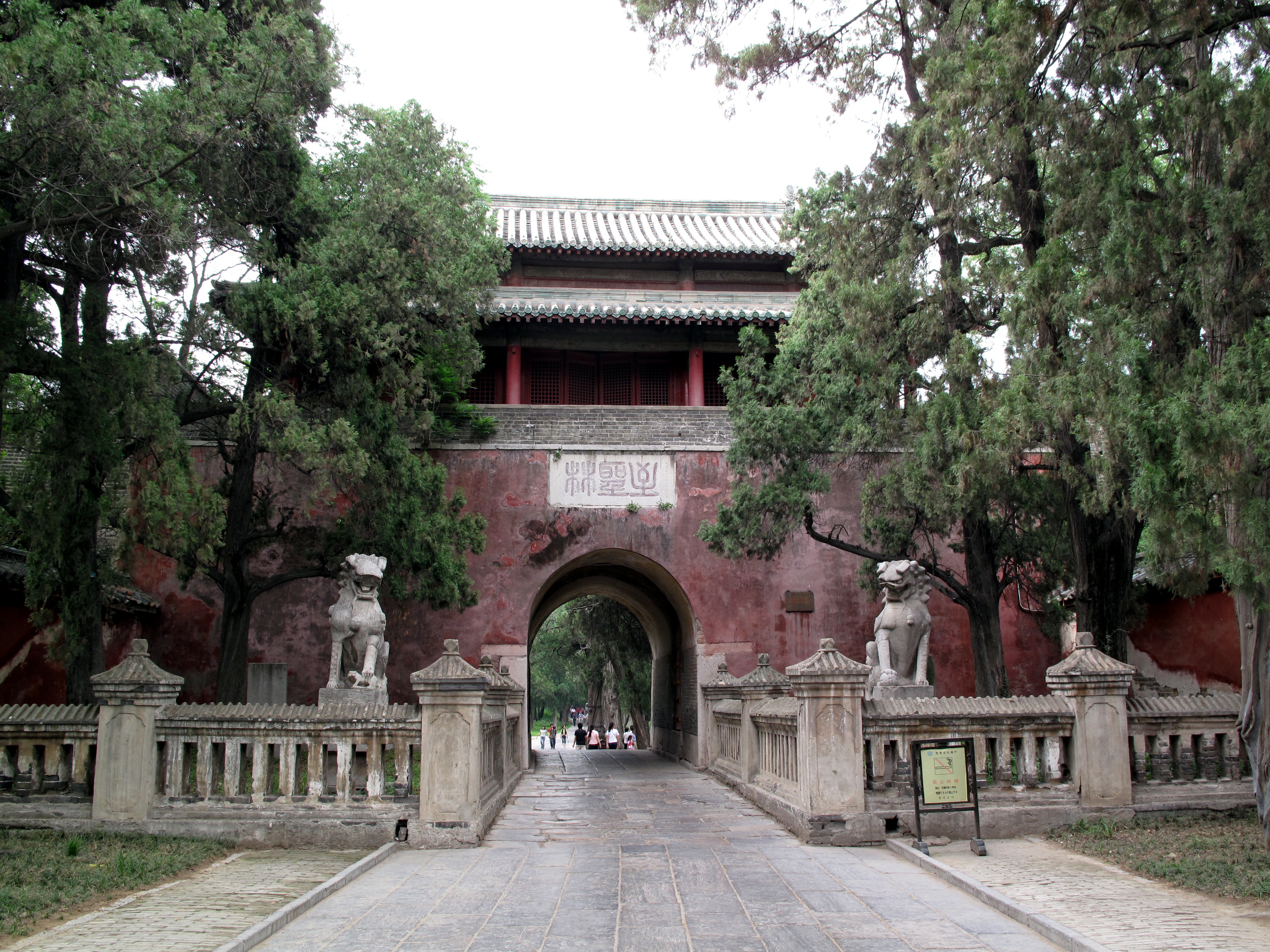
二林门
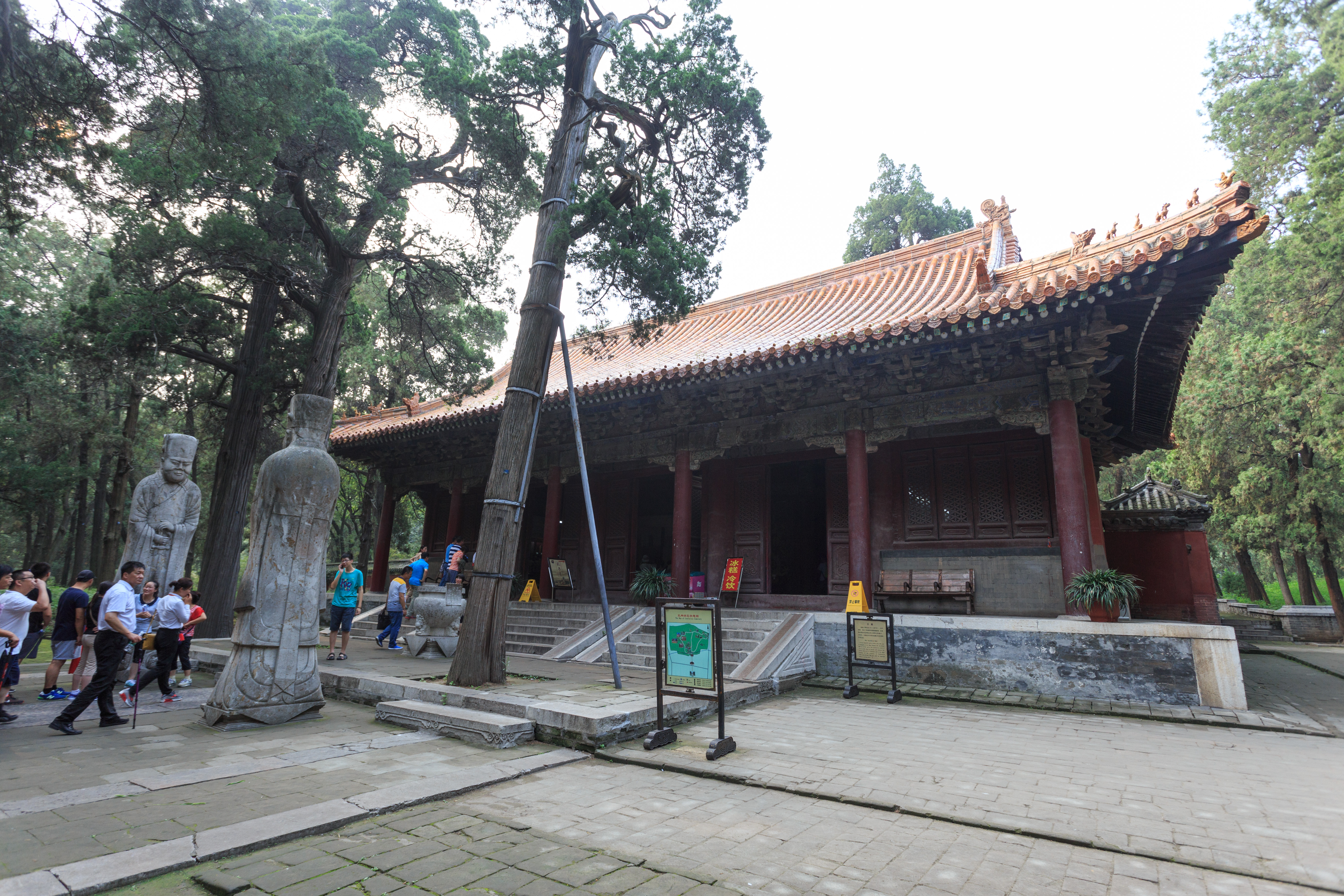
享殿
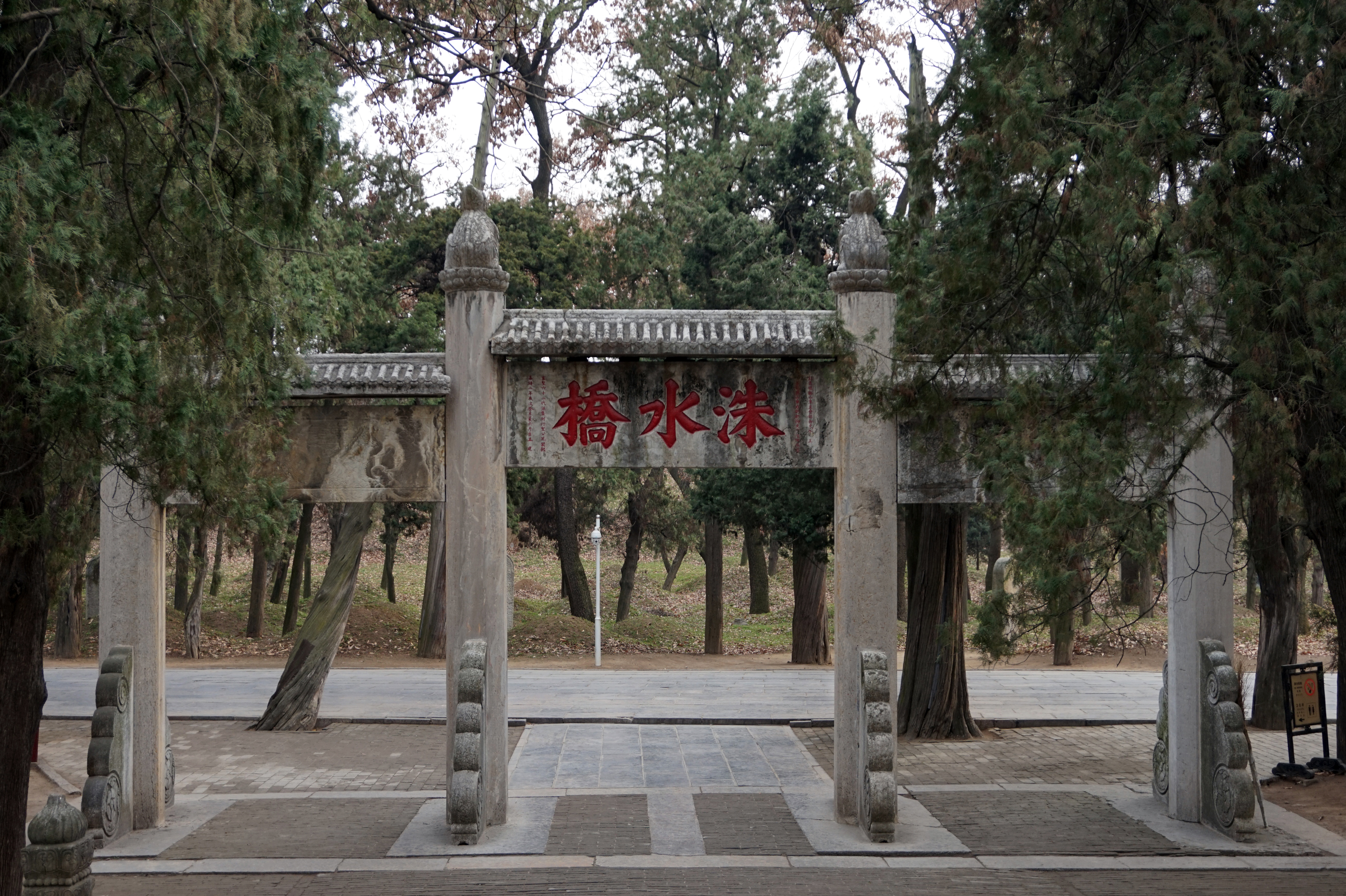
洙水桥坊
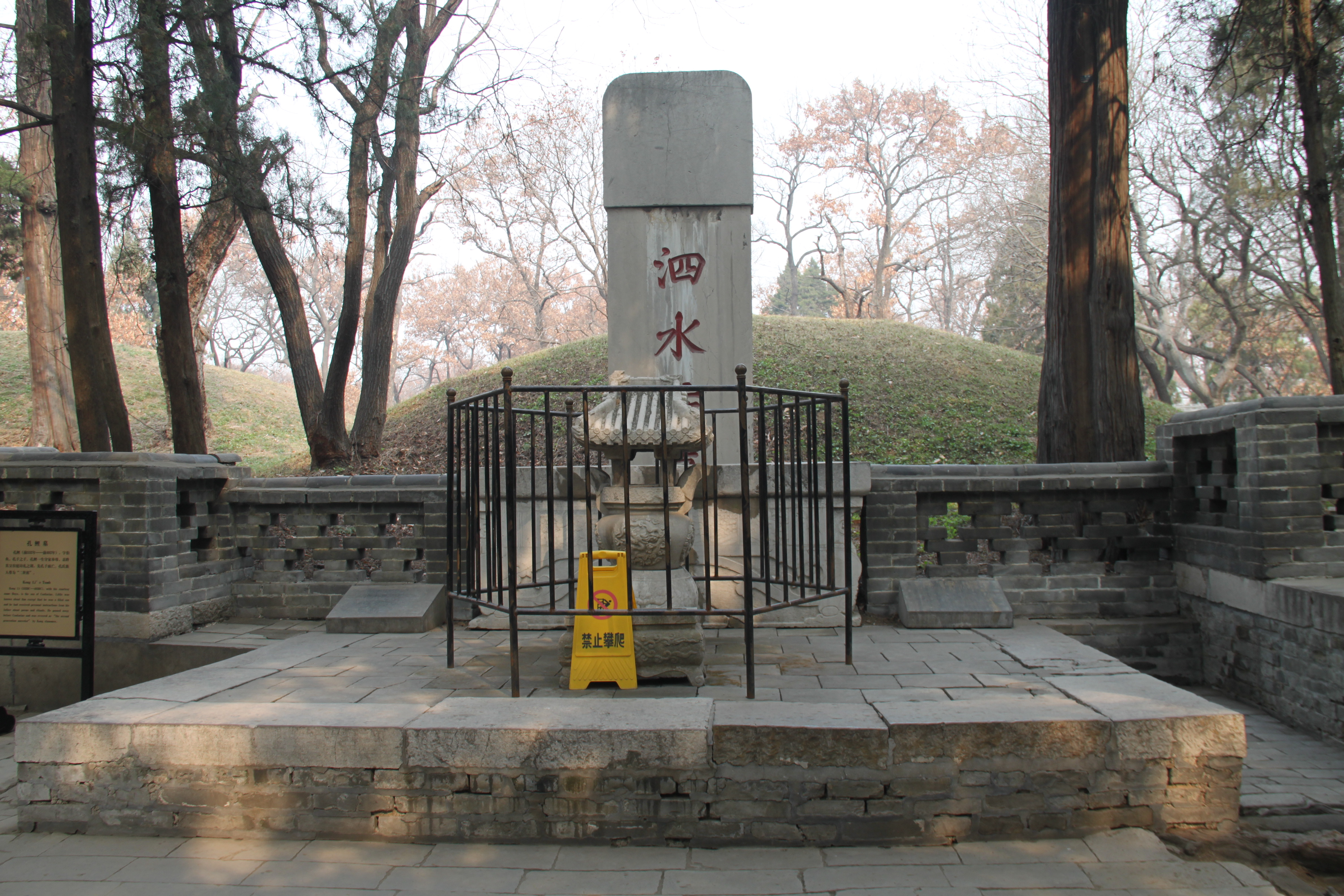
孔鲤墓
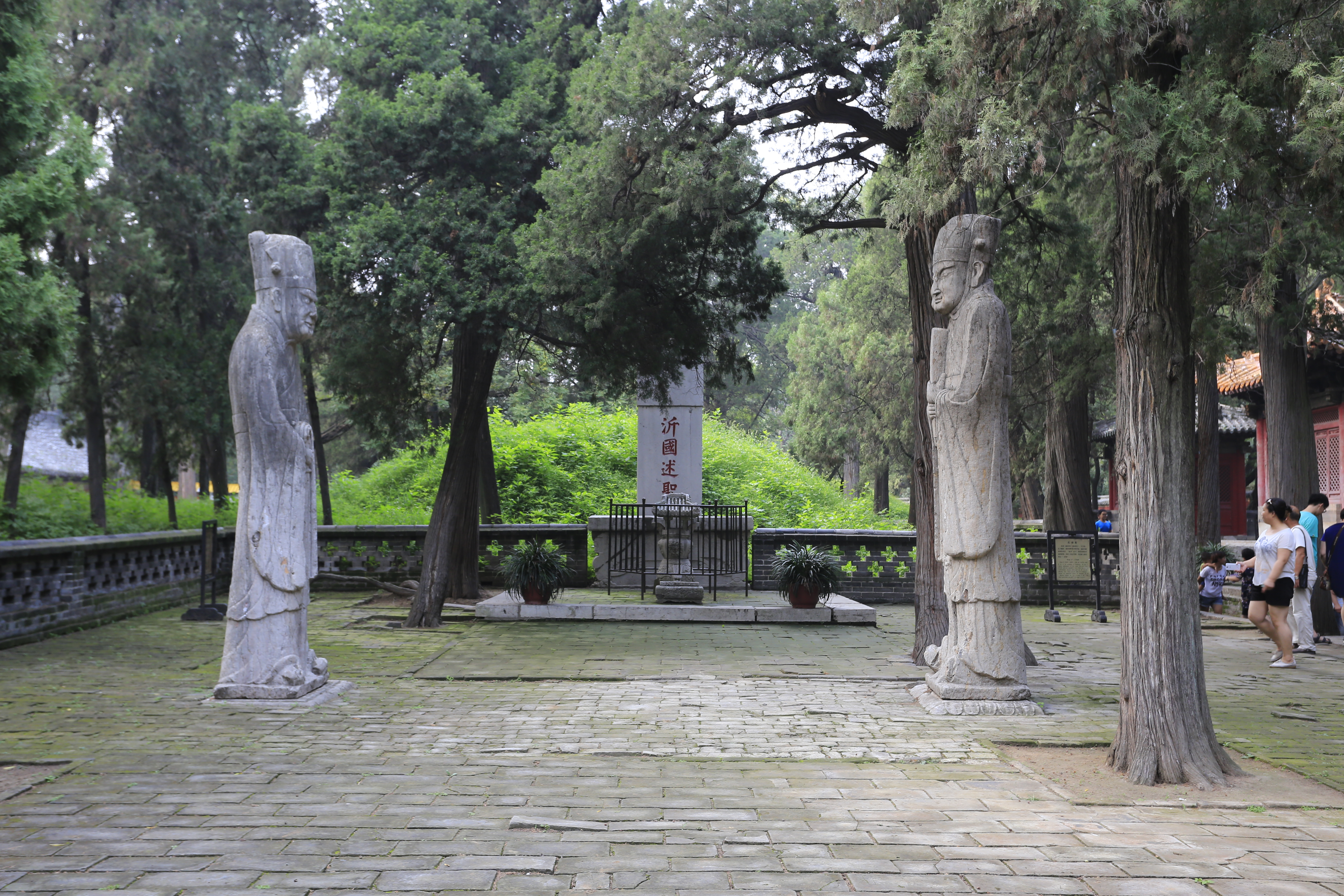
孔伋墓

明朝衍圣公墓区
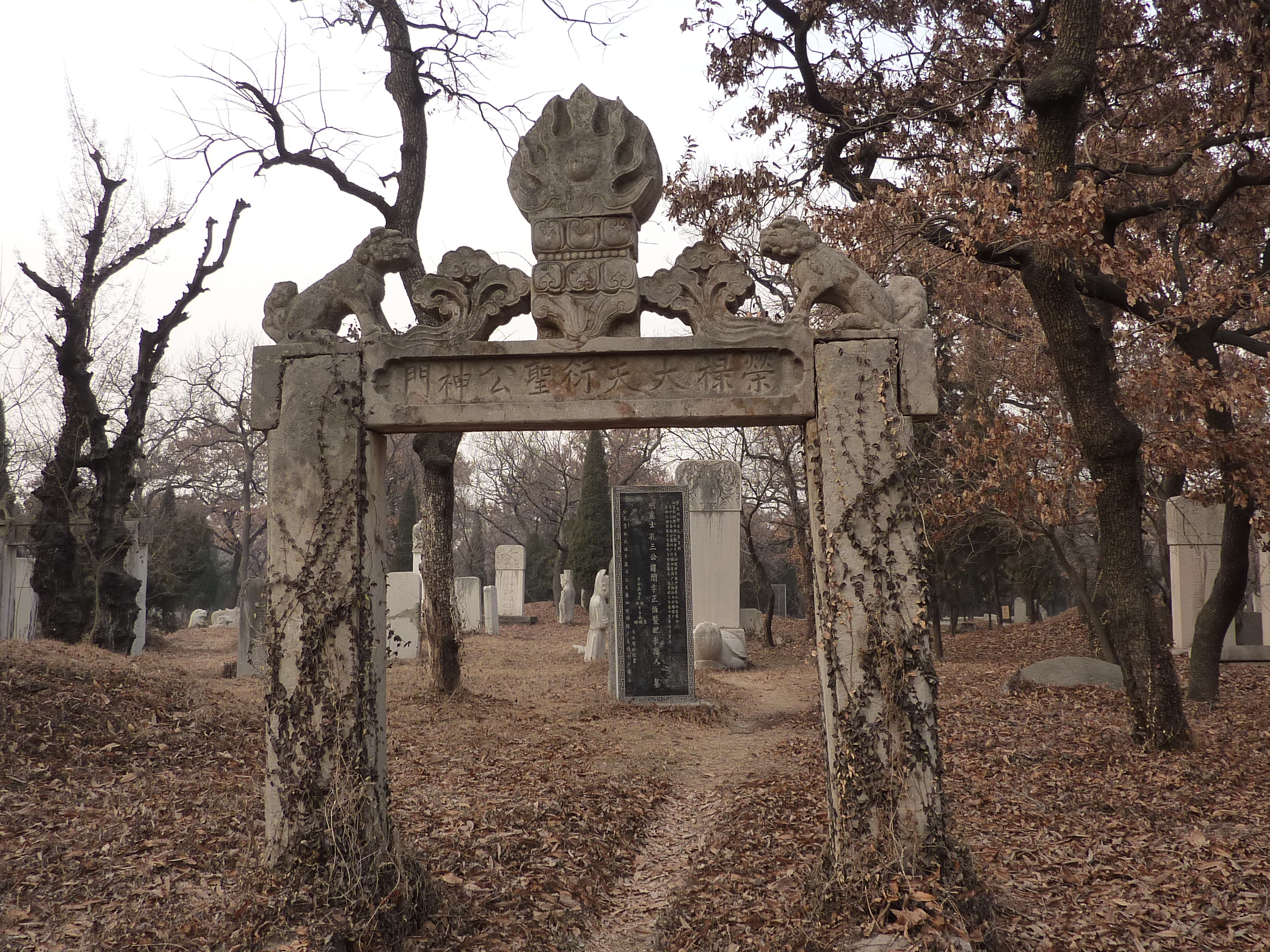
第59代衍圣公孔彦缙墓
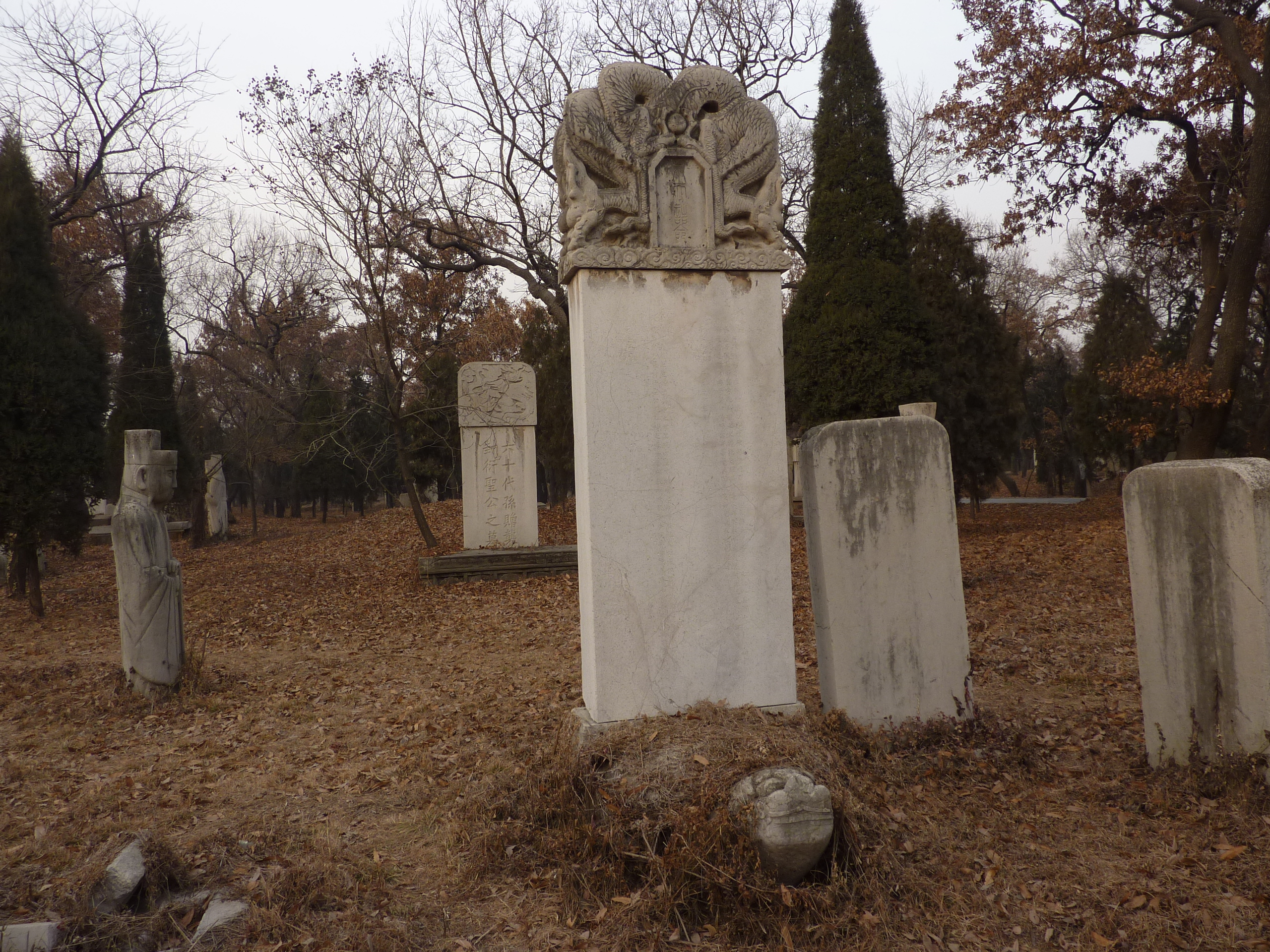
第60代追贈衍圣公孔承庆墓
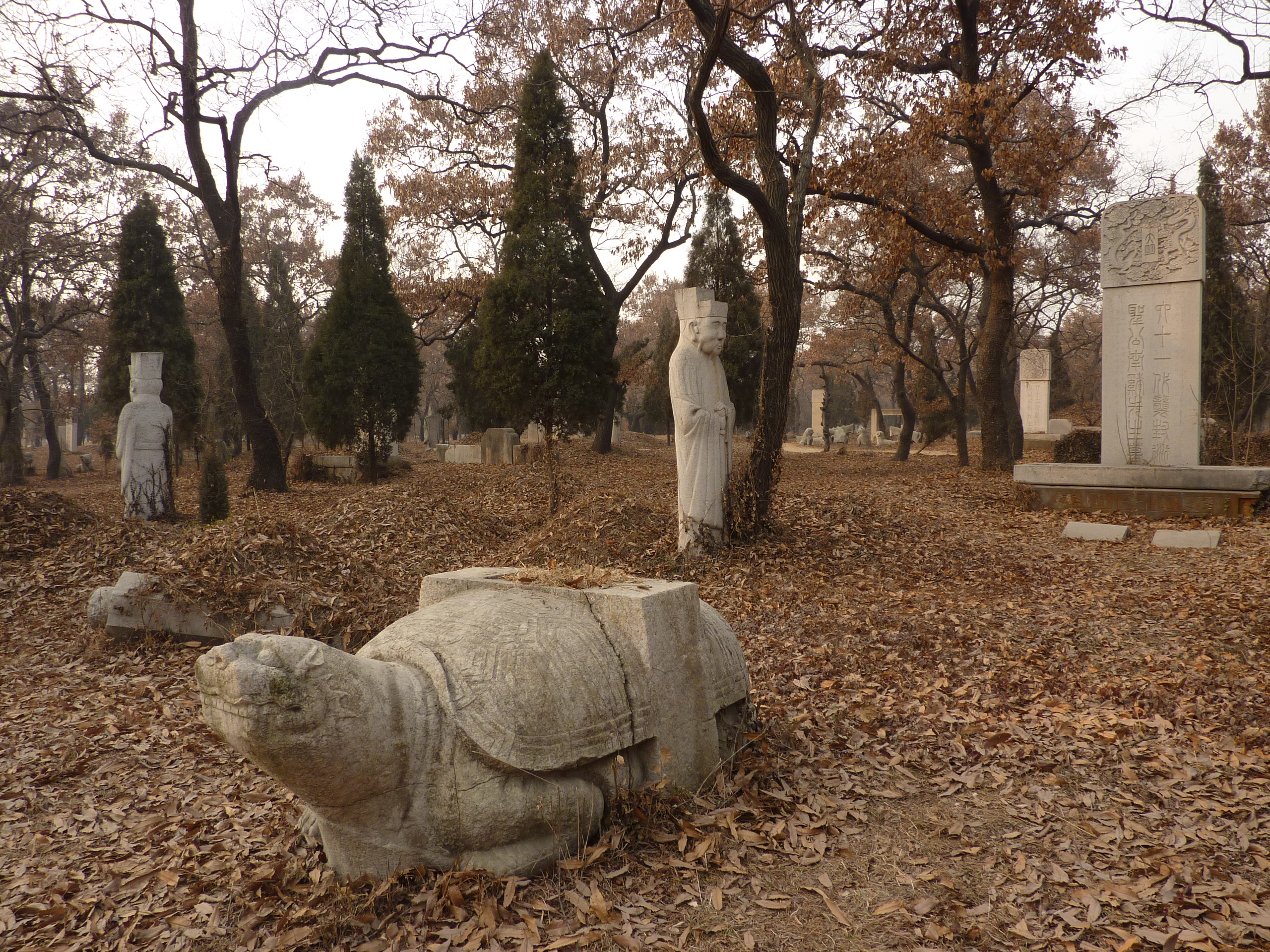
第61代衍圣公孔弘绪墓
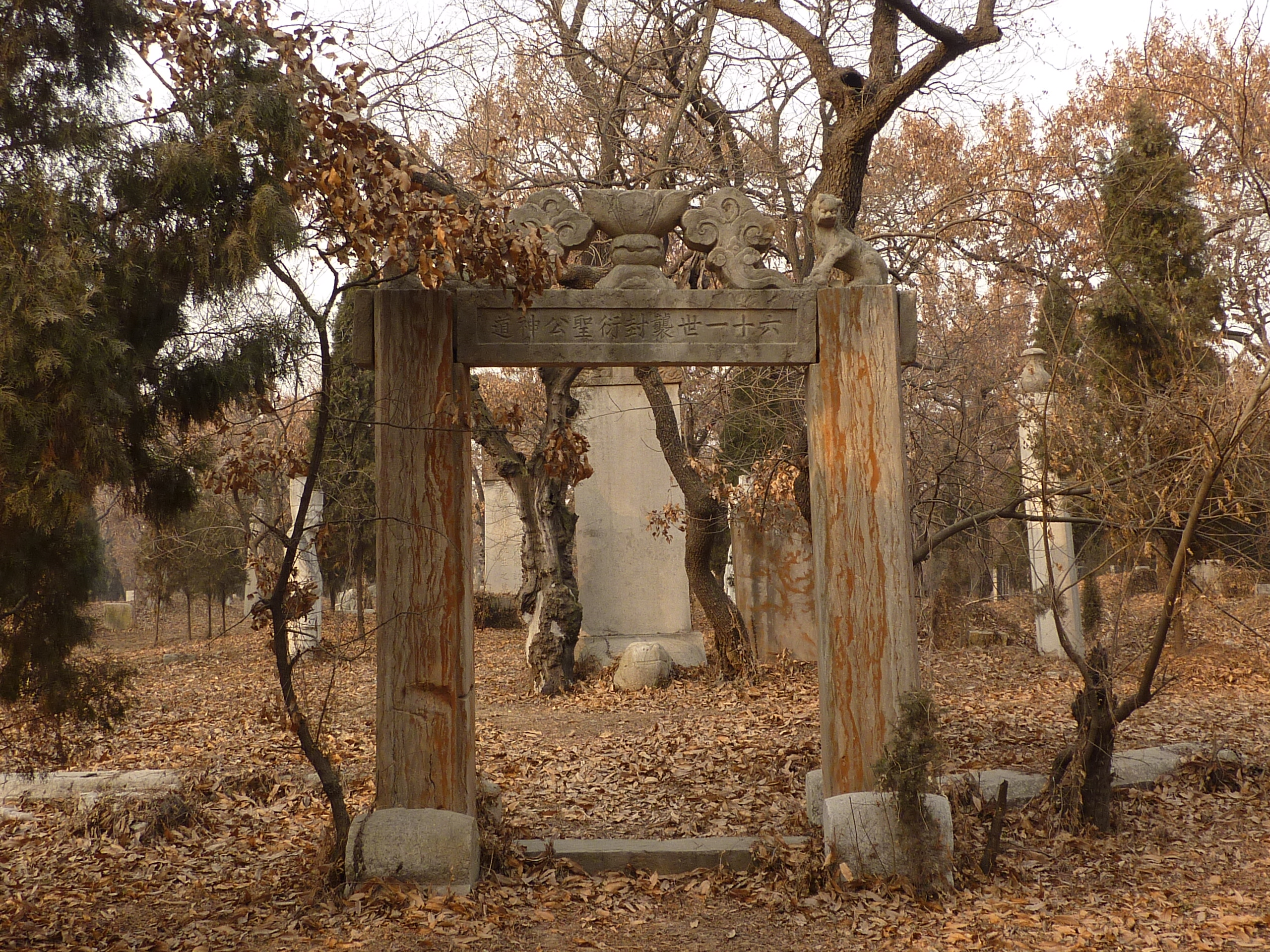
第61代衍圣公孔弘泰墓
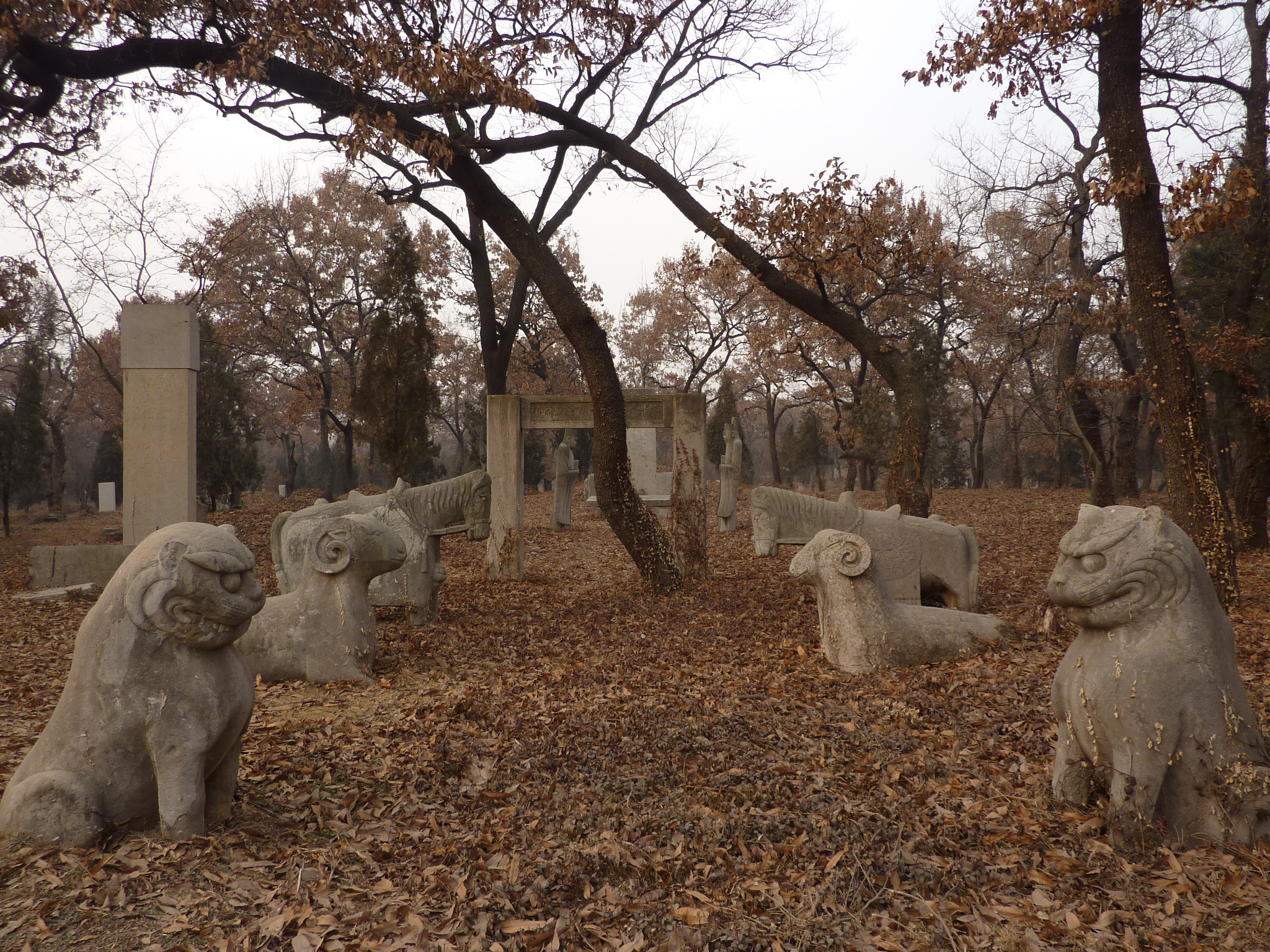
第63代衍圣公孔貞幹墓
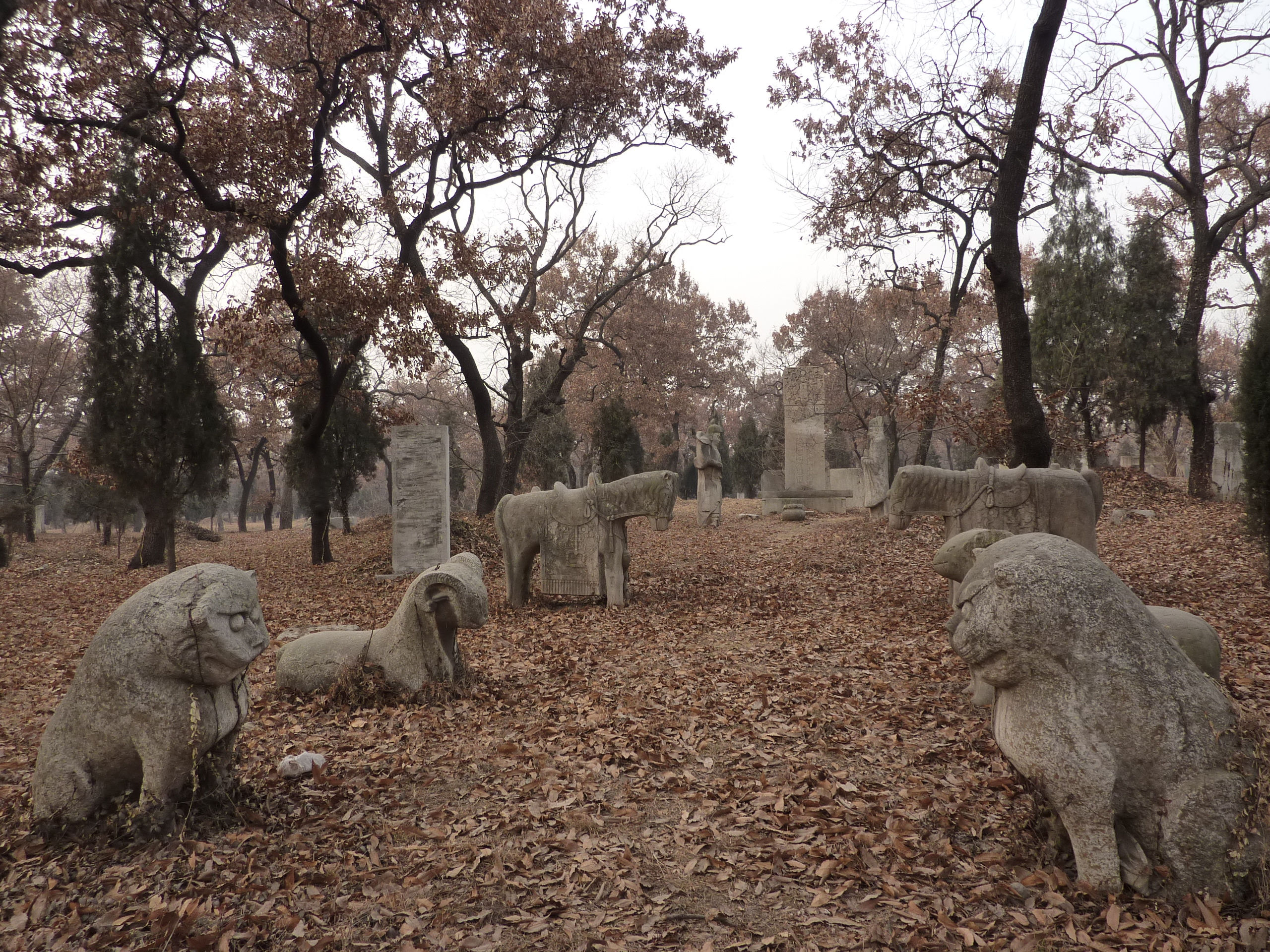
第64代衍圣公孔尚贤墓
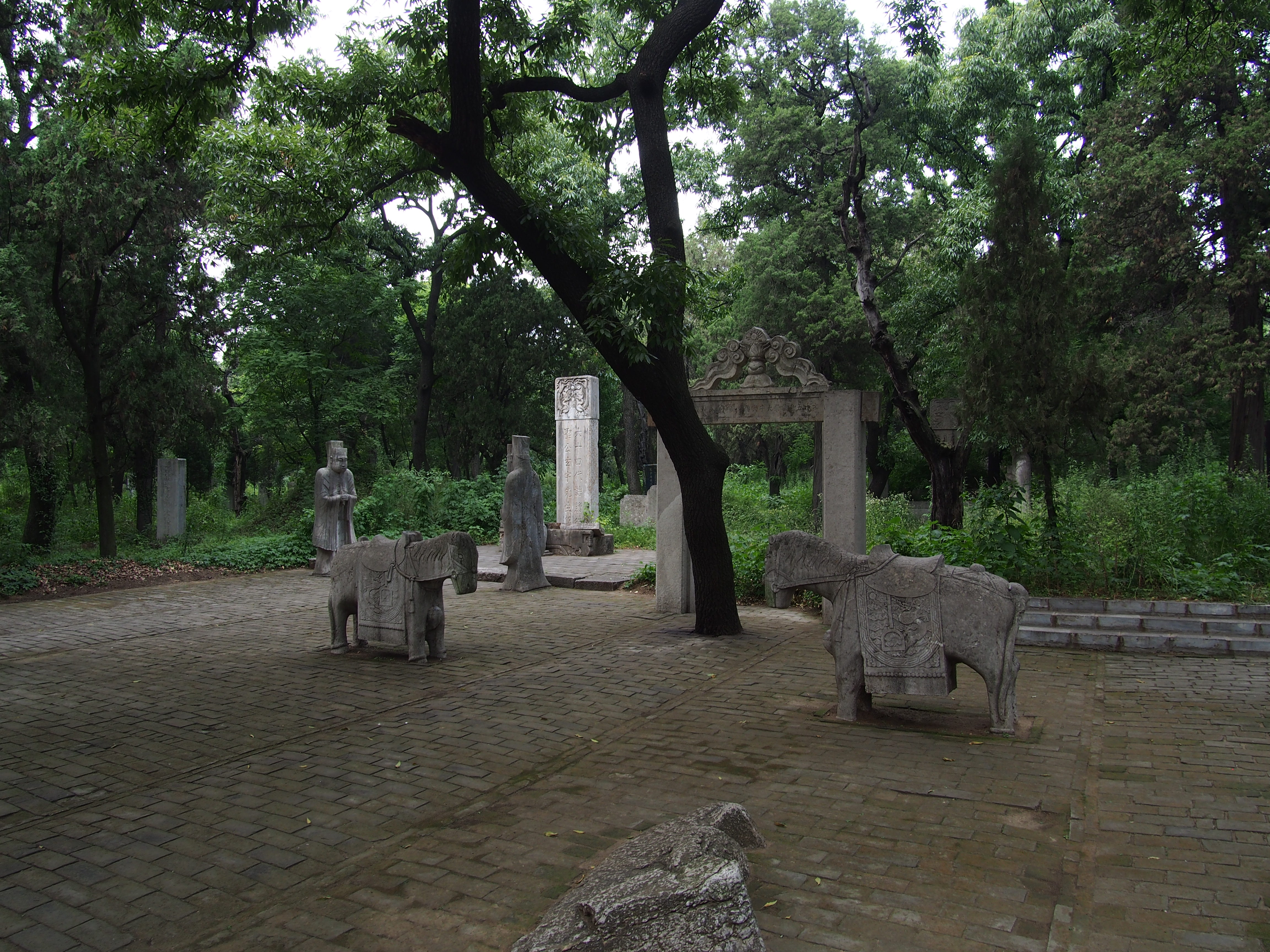
第64代追贈衍圣公孔尚坦墓

清朝衍圣公墓区
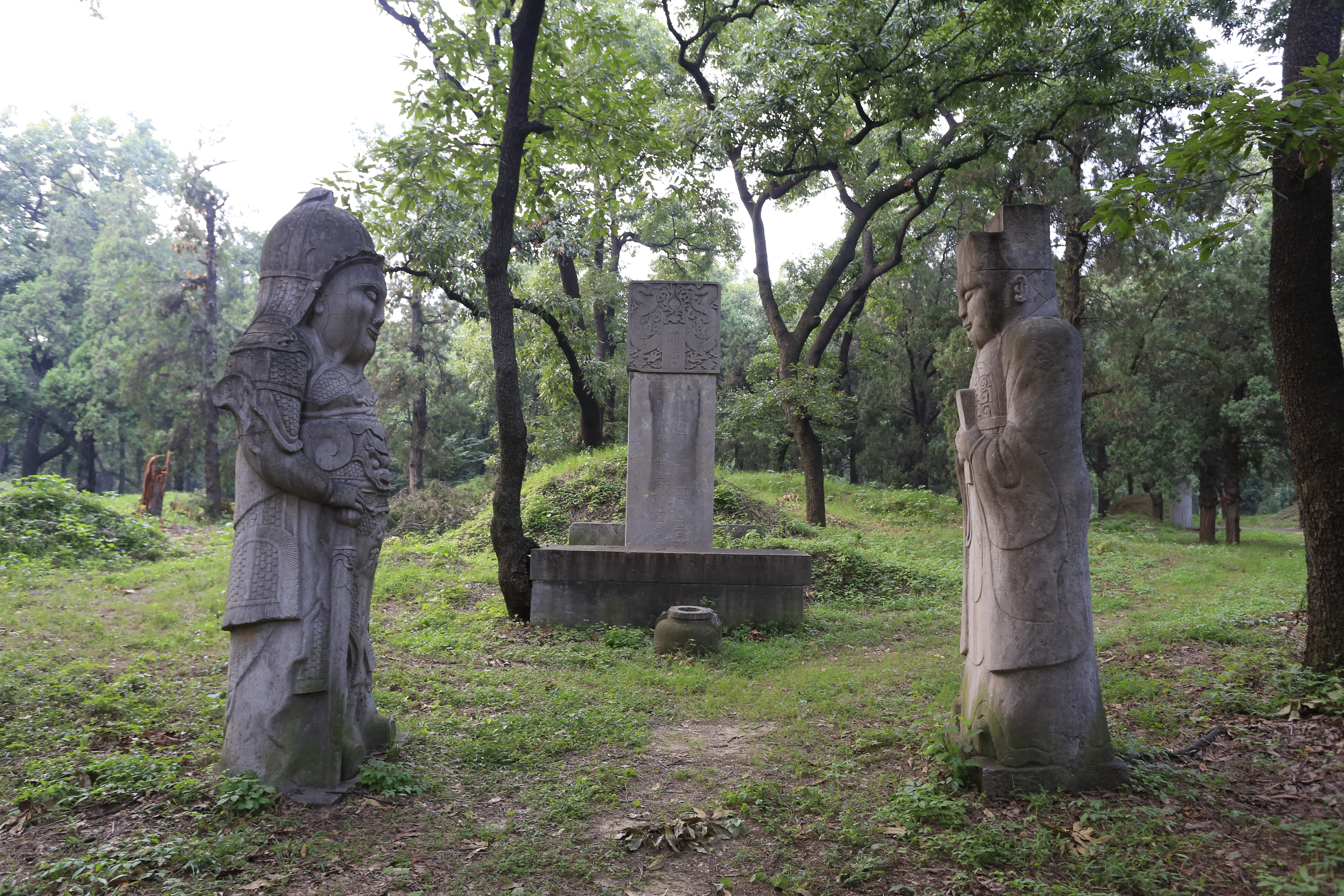
第66代衍圣公孔興燮墓
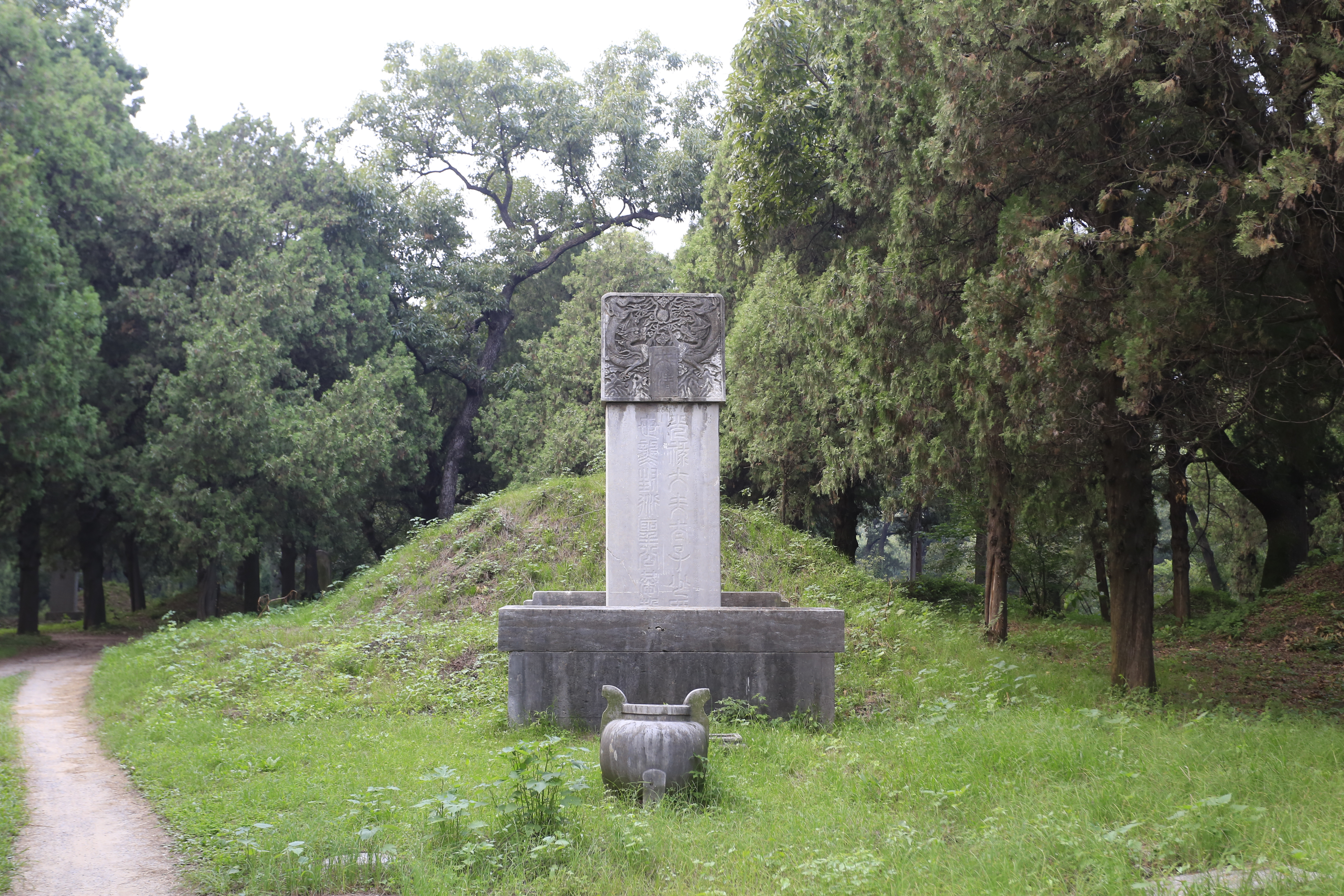
第67代衍圣公孔毓圻墓
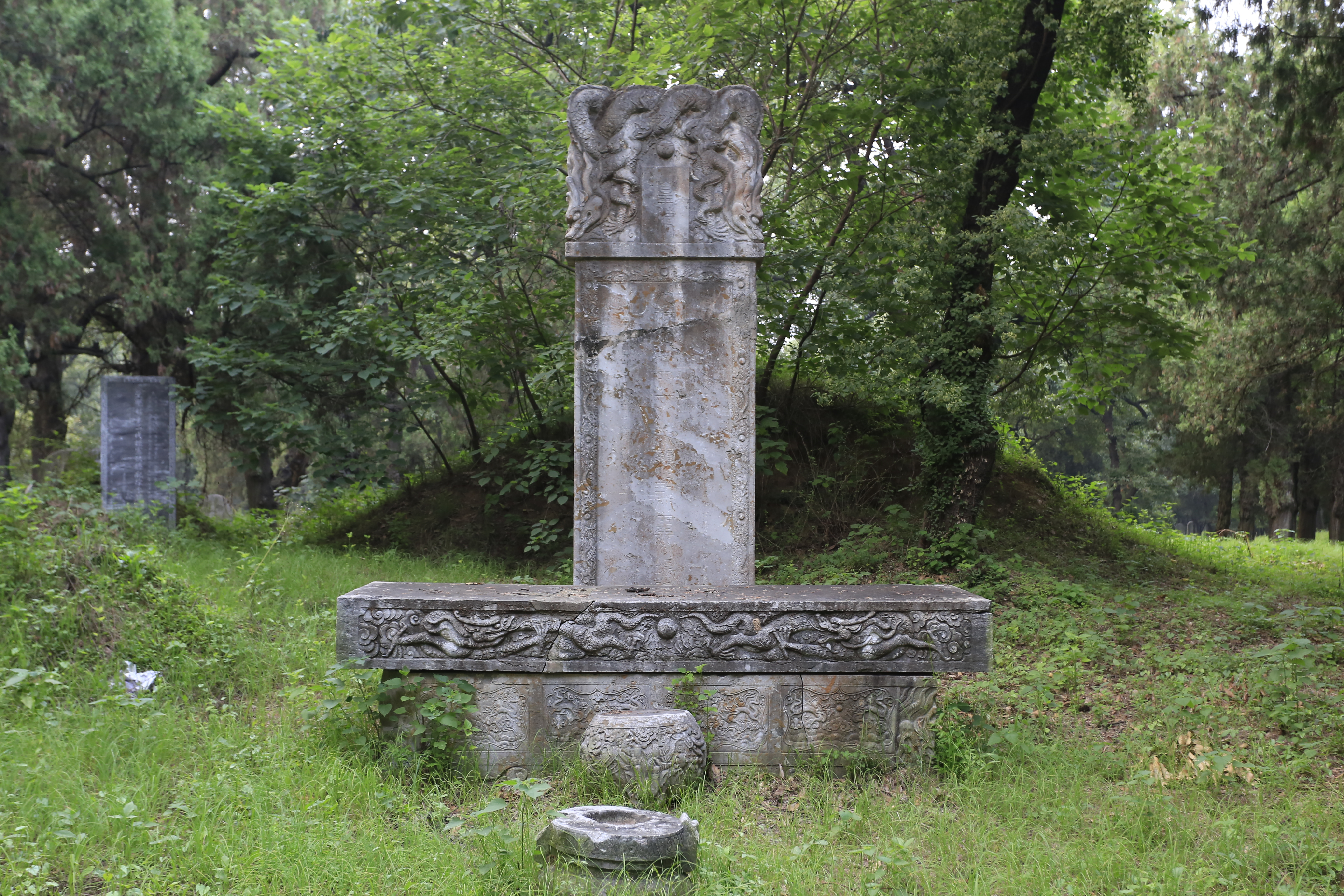
第68代衍圣公孔傳鐸墓
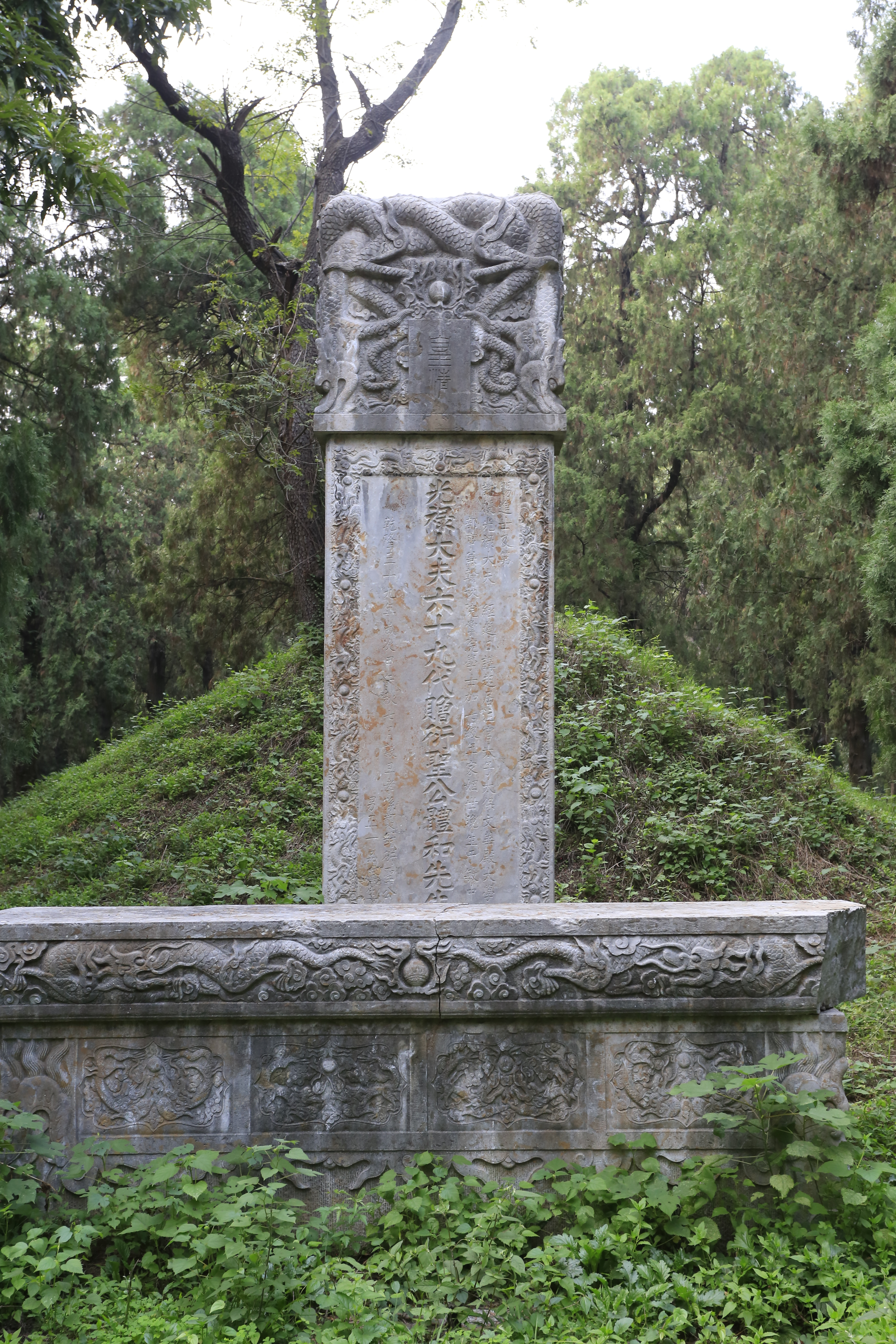
第69代追贈衍圣公孔繼濩墓
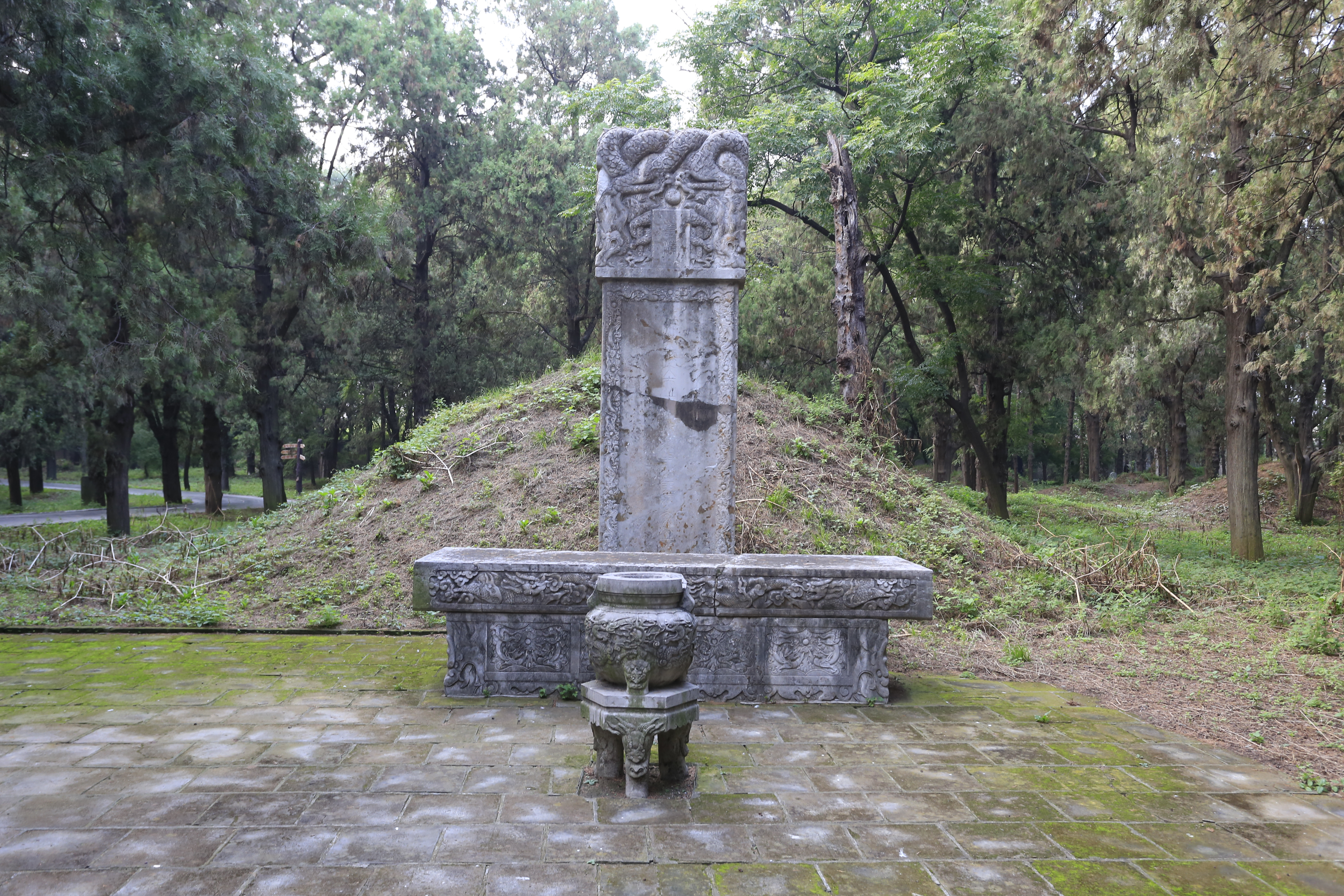
第70代衍圣公孔廣棨墓
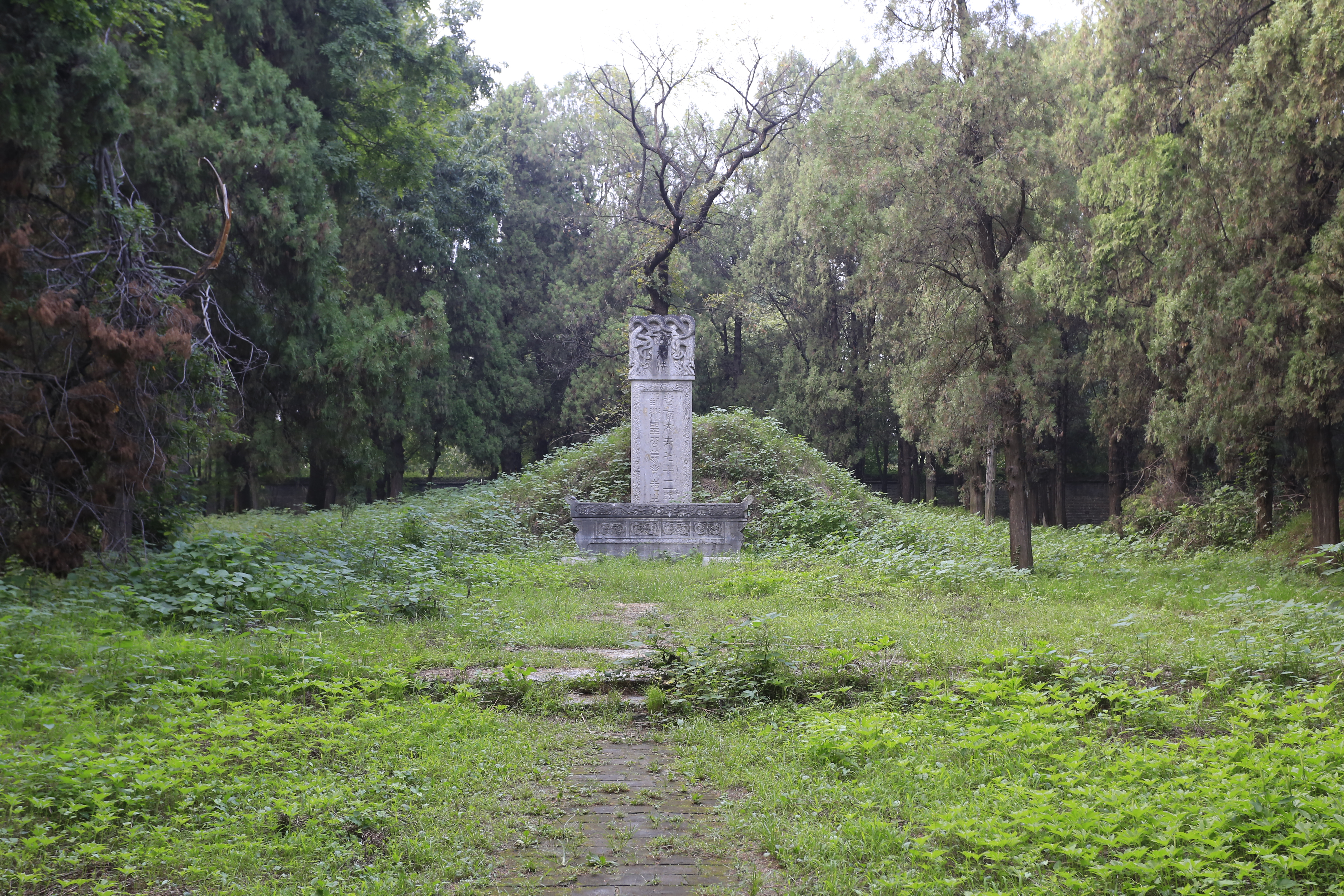
第72代衍圣公孔憲培墓
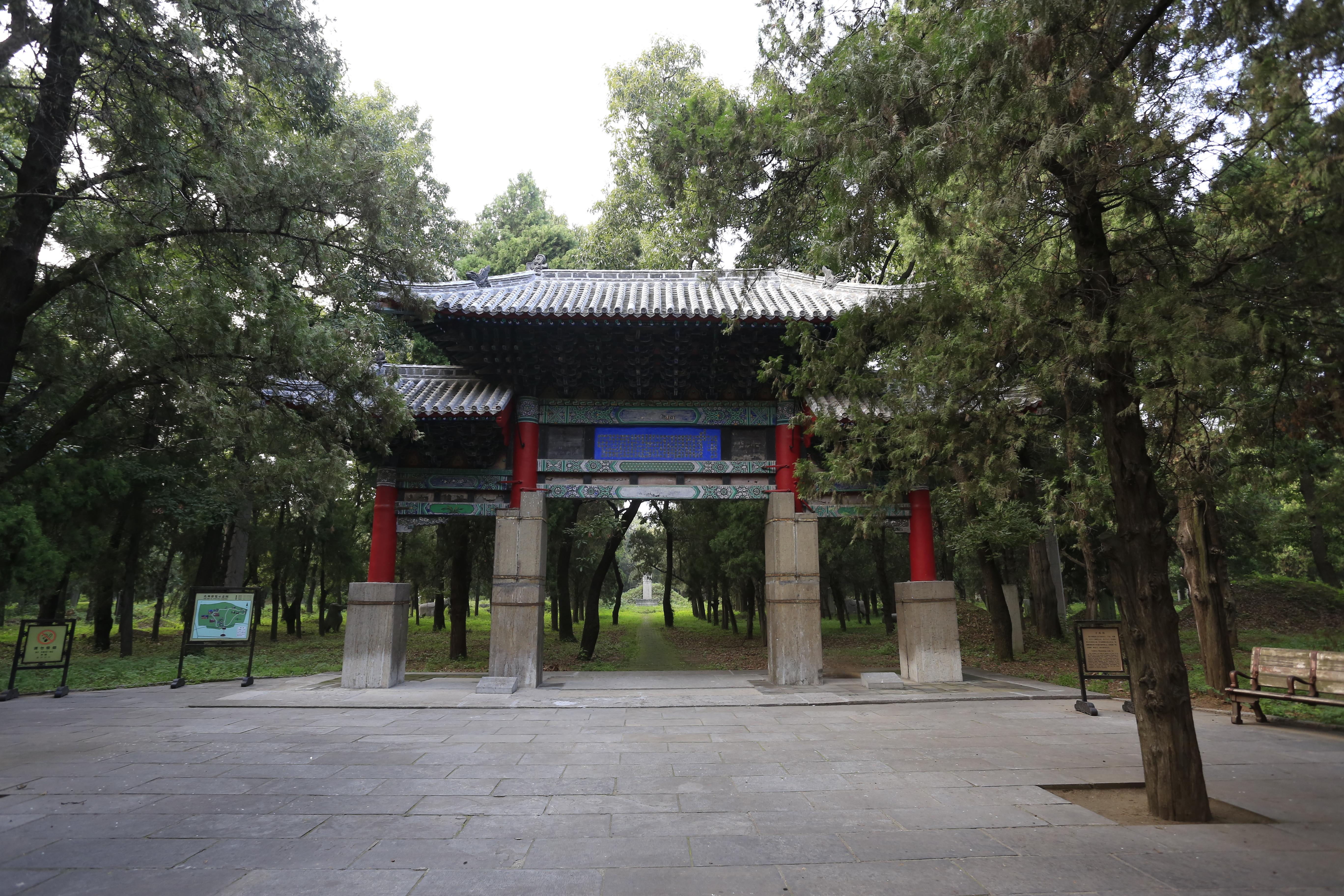
于氏坊，第72代衍圣公孔憲培夫人于氏墓
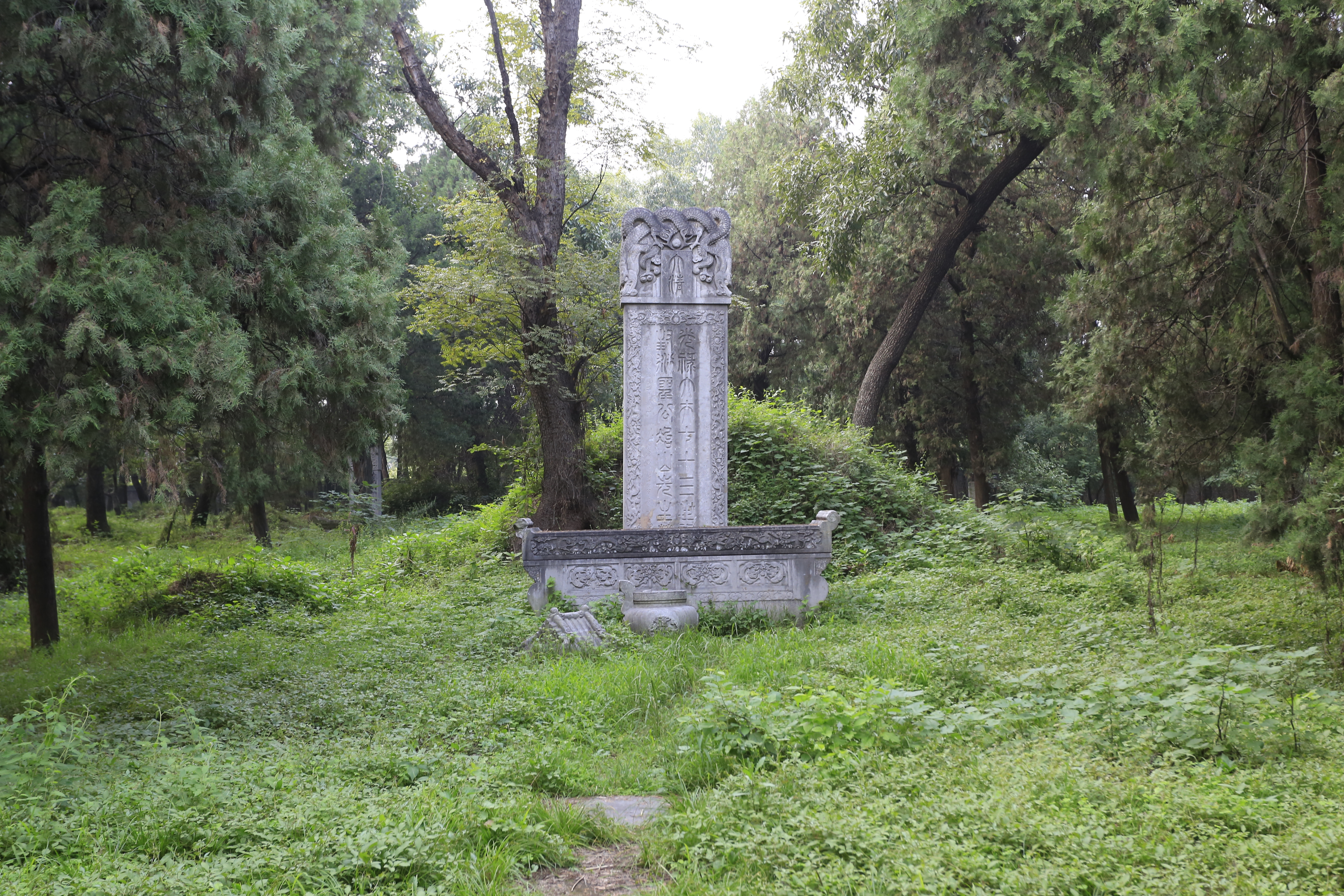
第72代衍圣公孔慶鎔墓
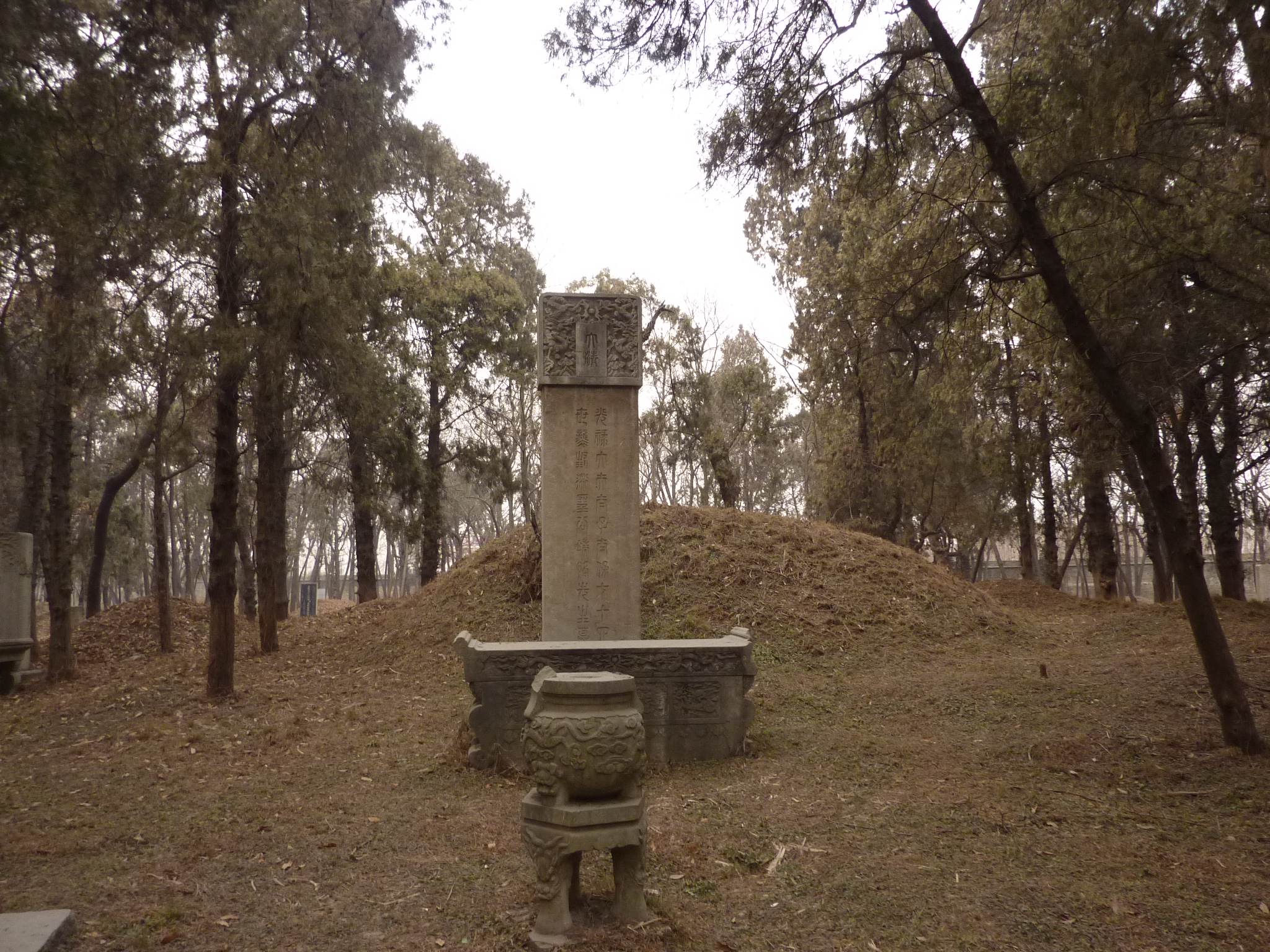
第74代衍圣公孔繁灏墓
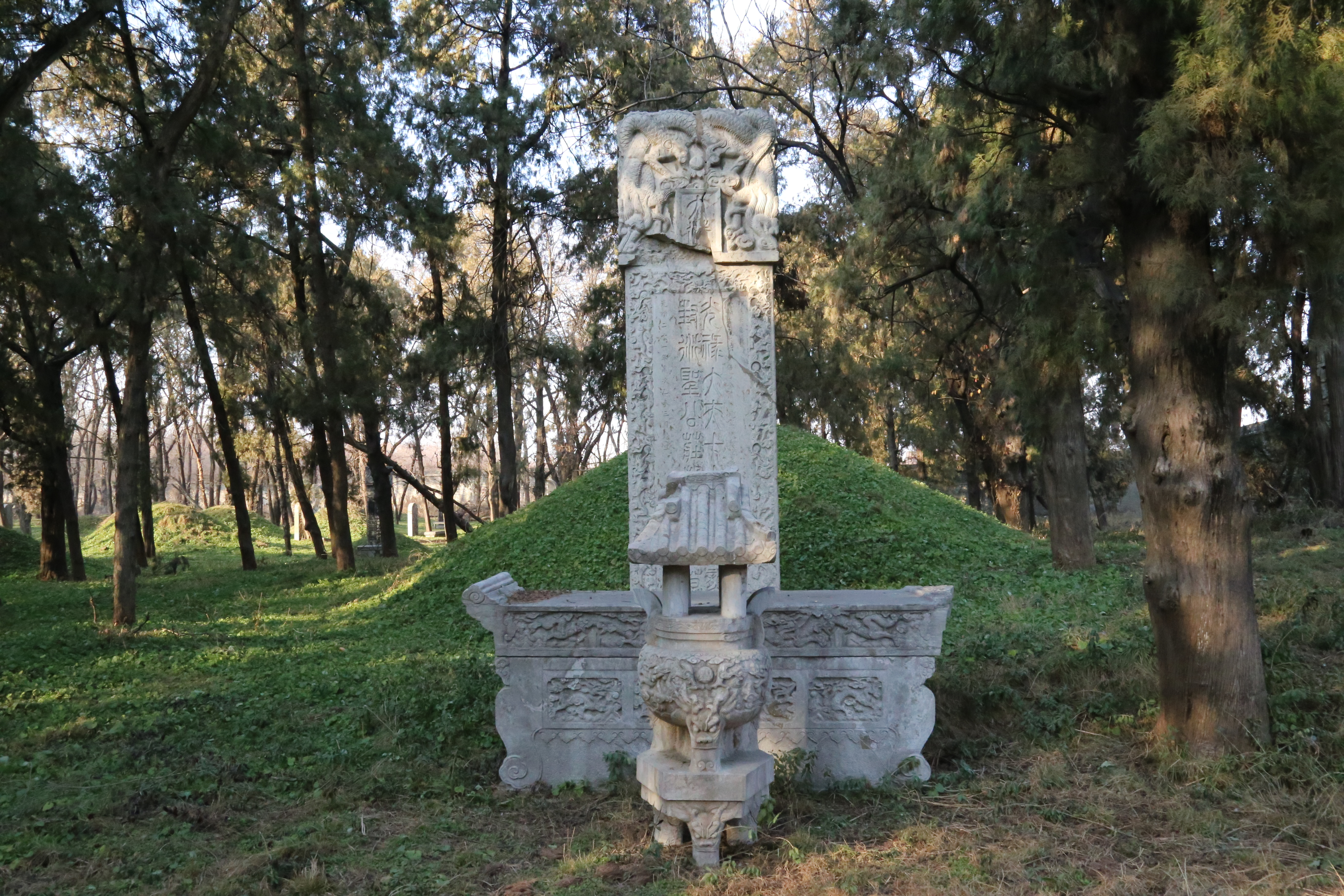
第75代衍圣公孔祥珂墓
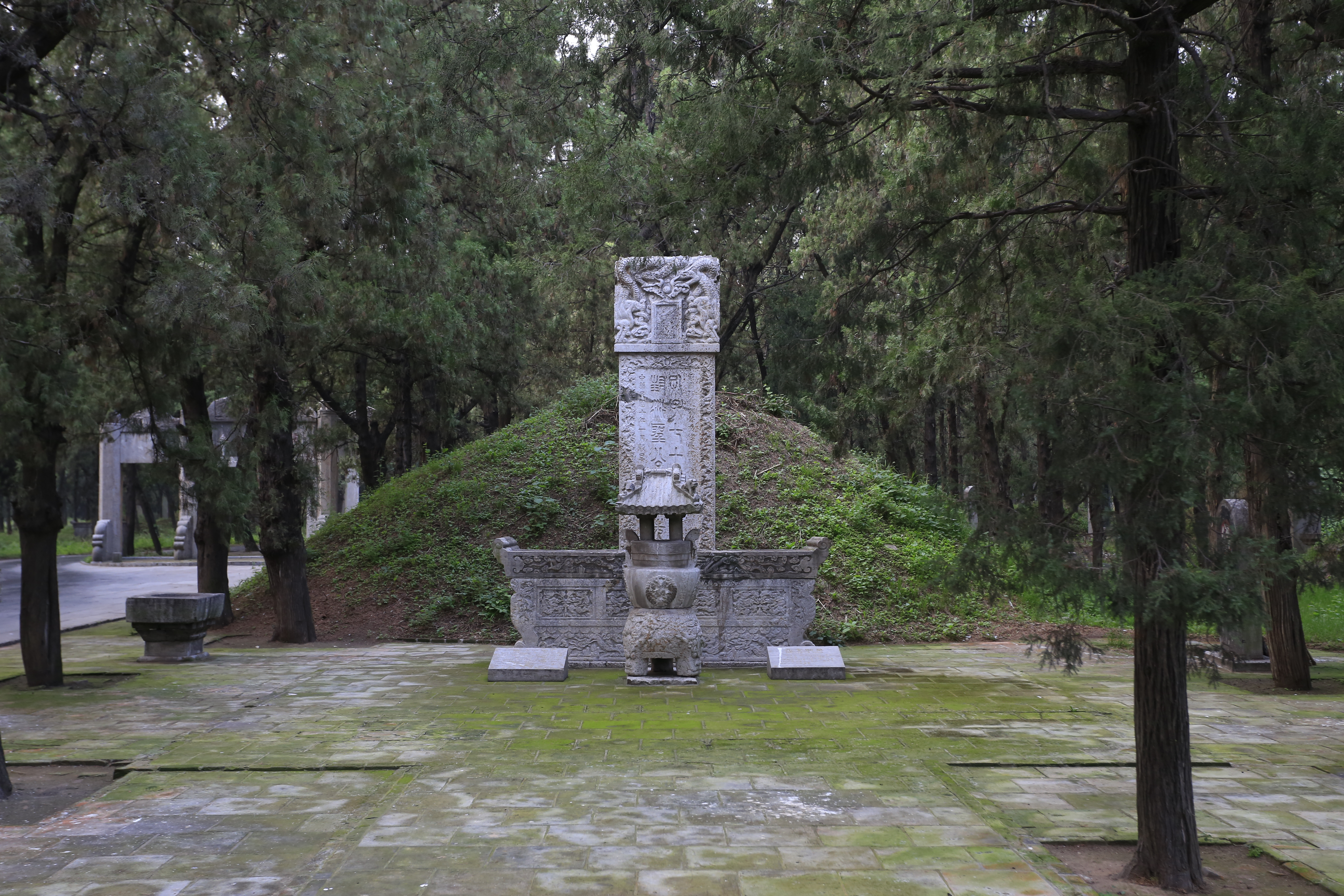
第76代衍圣公孔令貽墓

- 相关图片
- 至圣林坊
- 万古长春坊
- 二林门
- 享殿
- 洙水桥坊
- 孔鲤墓
- 孔伋墓